# Drottningen och jag
Drottningen och jag är en svensk dokumentärfilm från 2009 om Irans forna drottning, Farah Pahlavi. Filmen är producerad och regisserad av den svensk-iranska filmskaparen Nahid Persson Sarvestani. Filmen följer drottningens och regissörens möten under två år, där de diskuterar sina idéer och tankar kring landet som de båda var tvungna att lämna. De tidigare motståndarna visar sig ha mer gemensamt än vad de trodde.
Filmen hade biopremiär i Sverige den 13 februari 2009 och har även visats av SVT. 

## Utmärkelser
Drottningen och jag vann Prix Italias katolska SIGNIS-pris 2009, klassen "social & humanitarian programs" vid kanadensiska Banff World Television Festival 2010, samt priset för Årets dokumentärprogram vid svenska tv-prisgalan Kristallen 2010. Den var även nominerad för stora jurypriset vid Sundance Film Festival 2009, samt för Guldbaggen för Bästa dokumentärfilm.